# Eburia macrotaenia
Eburia macrotaenia är en skalbaggsart som beskrevs av Bates 1880. Eburia macrotaenia ingår i släktet Eburia och familjen långhorningar.
Artens utbredningsområde är:
- El Salvador.
- Guatemala.
- Nicaragua.

Inga underarter finns listade i Catalogue of Life.